# Ciriaco Benavente Mateos
Ciriaco Benavente Mateos (Malpartida de Plasencia, Cáceres, 3 de enero de 1943) es un obispo católico y graduado social español. Fue obispo de Coria-Cáceres (1992-2006) y obispo de Albacete (2006-2018). Entre el 8 de enero y el 15 de octubre de 2022 fungió como Administrador Apostólico de Plasencia. En la actualidad es obispo emérito de Albacete.

## Biografía
Nacido en el municipio cacereño de Malpartida de Plasencia, el día 3 de enero de 1943.
Cuando descubrió su vocación religiosa, decidió ingresar en el Seminario Diocesano de Plasencia, siendo finalmente ordenado sacerdote el 4 de junio de 1966 por el entonces obispo Juan Pedro Zarranz y Pueyo.
Años más tarde, Ciriaco se convirtió en Graduado Social por la Universidad de Salamanca.
Tras recibir su ordenación, inició su sacerdocio como coadjutor del municipio de Béjar, donde más tarde pasaría a ser párroco.
Sucesivamente, y a partir de 1979, pasó a ser rector del Seminario Diocesano de Plasencia (el mismo en el que estudió), a partir de 1982 pasó a ser delegado diocesano del clero y a partir de 1990 pasó a ser vicario general de la diócesis.
Ya el 17 de enero de 1992 ascendió al episcopado, cuando el papa Juan Pablo II lo nombró obispo de la diócesis de Coria-Cáceres, en sucesión de Jesús Domínguez Gómez.
Para acompañar su escudo episcopal, eligió el lema: Evangelizare Regnum Dei (en latín).
Recibió la consagración episcopal el 22 de marzo de ese mismo año en la catedral de Coria, a manos del entonces nuncio apostólico en España y Andorra Mario Tagliaferri, que actuó como consagrante principal. Y sus coconsagrantes fueron el entonces cardenal-arzobispo primado de Toledo Marcelo González Martín y el entonces arzobispo de Burgos Santiago Martínez Acebes.
El 16 de octubre de 2006, fue nombrado  obispo de Albacete por Benedicto XVI en sustitución de Francisco Cases Andreu.
Tomó posesión oficial el día 16 de diciembre en la catedral de San Juan de Albacete.
Al mismo tiempo que ejerce de obispo, dentro de la Conferencia Episcopal Española (CEE) ha sido desde 1993 a 2005 presidente de la Comisión Episcopal de Migraciones, de la cual pasó a ser miembro y unos años más tarde fue reelegido en ese cargo. En la actualidad pertenece a la Comisión Episcopal de Migraciones y a la Comisión de Pastoral Social.
El papa Francisco lo nombró administrador apostólico de Plasencia al tomar posesión su anterior obispo José Luis Retana Gozalo en Ciudad Rodrigo y en Salamanca, el 8 de enero de 2022.